# Der Frosch mit der Maske
Der Frosch mit der Maske (La banda de la rana en España y La marca del sapo blanco en Hispanoamérica) es una película de 1959 dirigida por Harald Reinl y protagonizada por Joachim Fuchsberger, Elfie von Kalckreuth y Jochen Brockmann.
La película está basada en una novela de 1925 de Edgar Wallace llamada The Fellowship of the Frog.

## Argumento
La ciudad de Londres está siendo atemorizada por una banda de delincuentes gracias a los delitos que comete. Esa banda deja después de cada crimen la extraña señal de una marca impresa de una rana. Tiene un misterioso jefe que oculta la identidad bajo un grotesco disfraz, en el que destacan unos ojos terroríficos. El inspector Elk es el encargado del caso y como tal se enfrenta a problemas insolubles. Por un lado no hay pistas útiles y por otro lado los testigos potenciales guardan silencio por miedo a ser asesinados.
Entonces Richard Gordon, sobrino del jefe de Scotland Yard, inicia su propia investigación. Sus pesquisas al respecto le llevan a un club nocturno, el Lolita, mientras que por el camino se cruzarán con él varios personajes sospechosos.

## Reparto
| Actor                  | Perosnaje      |
| ---------------------- | -------------- |
| Joachim Fuchsberger    | Richard Gordon |
| Elfie von Kalckreuth   | Ella Bennet    |
| Siegfried Lowitz       | Inspektor Elk  |
| Jochen Brockmann       | Philo Johnson  |
| Carl Lange             | John Bennet    |
| Dieter Eppler          | Joshua Broad   |
| Eva Pflug              | Lolita         |
| Walter Wilz            | Ray Bennet     |
| Fritz Rasp             | Ezra Maitland  |
| Ernst Fritz Fürbringer | Sir Archibald  |

## Producción

### Desarrollo
Ya hubo planes en Alemania de hacer una película de Edgar Wallace a principios de los años cincuenta. Sin embargo no tuvieron sus frutos hasta que apareció el productor danés Preben Philipsen, director de Rialto Film, con sede en Copenhague. Tomó al decisión de entrar con éxito en el mercado alemán y buscó para ello producciones adecuadas en su recién adquirida distribuidora Prisma.
Eso causó a que finalmente tomase al respecto la decisión de filmar una novela policíaca de Edgar Wallace. Con la ayuda de Waldfried Barthel, jefe de la Constantin, empezó así a desarrollar los palnes de hacer una serie de películas basadas en novelas policíacas de Edgar Wallace. Para ello ambos viajaron a Londres para conseguir de Penelope Wallace, la hija del ya fallecido Edgar Wallace, los derechos para hacerlas. Las negociaciones tuvieron éxito y se empezó entonces con la preparación de la primera película al respecto.

### Rodaje
Una vez preparado todo, se rodó la película con un presupuesto de 600 000 marcos alemanes en Copenhague, Dinamarca, y sus alrededores. Hoy en día eso serían 1,4 millones de euros. El rodaje interior se hizo en los estudios Palladium en Dinamarca, mientras que, para dar la impresión que los acontecimientos del largometraje ocurrían en Londres, se viajó con un pequeño equipo a Londres para hacer allí correspondientes grabaciones exteriores. Una vez terminado se estrenó la película el 4 de septiembre de 1959 en Stuttgart, Alemania Occidental.

## Recepción
Aproximadamente 3,2 millones de personas vieron en el cine en Alemania la película. Fue un así éxito sorprendente. Causó a que se hiciesen en Alemania Occidental hasta 1972 otras 37 películas basadas en novelas de Edgar Wallace. De esta manera el filme se convirtió en una leyenda del cine alemán después de la guerra.
Hoy en día la película ha sido valorada en portales cinematográficos. En IMDb, por ejemplo, con aproximadamente 1400 votos registrados, la obra cinematográfica obtiene una media ponderada de 6,3 sobre 10. En cuanto a La Vanguardia, el 63 % de los usuarios registrados en ese periódico le dan al filme una valoración positiva.